# Colobothea lucaria
Colobothea lucaria är en skalbaggsart som beskrevs av Bates 1865. Colobothea lucaria ingår i släktet Colobothea och familjen långhorningar. Inga underarter finns listade i Catalogue of Life.